# Pedinopleura christinae
Pedinopleura christinae är en stekelart som beskrevs av Braet 1999. Pedinopleura christinae ingår i släktet Pedinopleura och familjen bracksteklar. Inga underarter finns listade i Catalogue of Life.